# Anselm Otto Joel
Anselm Otto Joel (* 2. Januar 1898 in Frankfurt am Main; † 21. Juni 1961 in West-Berlin) war ein deutscher Kommunalpolitiker und Journalist und von 1945 bis 1946 erster Landrat des Landkreises Hof nach dem Zusammenbruch des Dritten Reichs.
Anselm Otto Joel war der Sohn eines jüdischen Vaters und einer evangelisch getauften Mutter aus Berlin. Entgegen den Wünschen der Eltern, eine Offizierslaufbahn einzuschlagen, wählte Joel den Beruf des Journalisten und wurde Redakteur der Berliner Volks-Zeitung. Linken Ideen aufgeschlossen, trat er der Kommunistischen Partei Deutschlands bei und beteiligte sich an Straßenkämpfen gegen die Nationalsozialisten. Bereits im Jahr 1933 wurde er in einem Arbeitslager festgehalten, acht Jahre verbrachte er im KZ Sachsenhausen. Ein befreundeter Mithäftling war Odd Nansen. KZ-Häftlinge wurden 1945 mit der Bahn in den Süden Deutschlands transportiert, in Hof gelang ihm zusammen mit einem Freund die Flucht. Sie flüchteten zur Porzellanfabrik Moschendorf und wurden von Anneliese Nusch, der Frau des Pfarrers, bis zum Einrücken der Amerikaner versteckt. Über eine Familie aus Oberkotzau entstand Kontakt zur amerikanischen Militärverwaltung, die nicht vorbelastete Personen für den öffentlichen Dienst suchte und so wurde er als Parteiloser zum ersten Landrat des Landkreises Hof nach dem Krieg ernannt. Joel wurde in seiner Position vom langjährigen Hauptamtsleiter Karl Rambold als stets umsichtig und korrekt geschildert. Drängende Aufgaben waren die Ernährung der Bevölkerung, die Koordinierung und Unterbringung von Flüchtlingen und elementare Instandsetzungsarbeiten. Das Landratsamt befand sich in der Nachkriegszeit in der Theresienstraße 29, einem heute denkmalgeschützten Wohnhaus im Stil der Neorenaissance. Bei den ersten freien Wahlen 1946 kandidierte er für die neugegründete Liberaldemokratische Partei Deutschlands und verlor gegen den SPD-Kandidaten Paul Weppler. Er zog nach Schwäbisch Hall um und verhalf dem Haller Tagblatt zu einem Neuanfang, später arbeitete er für den Sender Freies Berlin. Er lebte mit kleiner Rente bis zu seinem Tod in West-Berlin.